# Kunoy
 (novembre 2024).
Si vous disposez d'ouvrages ou d'articles de référence ou si vous connaissez des sites web de qualité traitant du thème abordé ici, merci de compléter l'article en donnant les références utiles à sa vérifiabilité et en les liant à la section « Notes et références ».
Kunoy [ˈkuːnɔi]/[ˈkuːnɪ] (littéralement : « île des Femmes ») est l'une des dix-huit îles de l'archipel des îles Féroé et constitue une commune. L'île fait 35km².
Le village de Kunoy (64 hab.) se situe sur le côté ouest de l'île éponyme. Depuis 1988, un tunnel le relie au village d'Haraldssund (70 hab.) sur la côte Est.

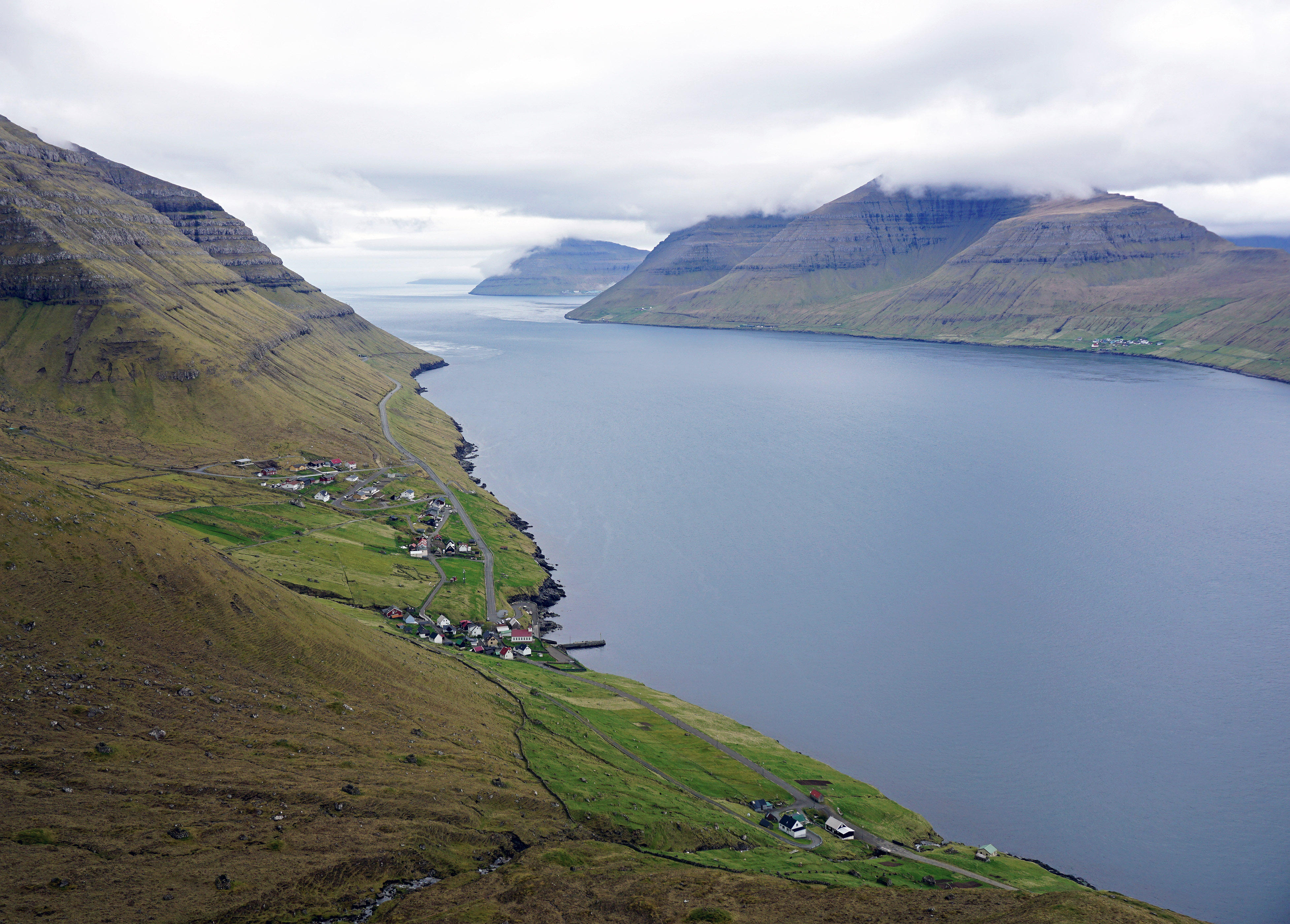
Village de Kunoy

Il existe également un village abandonné : Skarð sur la côte est. Il fut abandonné en 1913 après que sept hommes, c'est-à-dire l'ensemble de la population masculine du village excepté un septagénaire et un adolescent de quatorze ans, périrent en mer.
Un habitant célèbre de ce village fut Símun av Skarði (1872 - 1942) considéré comme un important pédagogue dans l'archipel, avant qu'il ne compose l'hymne national.
La légende raconte que les couches de basalte situées sur la pente d'un sommet de l'île ont gardé l'empreinte des planches de l'Arche de Noé qui aurait débarqué ici. Évidemment, on ne trouva aucune planche qui aurait pu venir confirmer cette théorie.

## Transports
Kunoy, par le biais d'Haraldssund, est reliée par une chaussée avec l'île de Borðoy. La ligne de bus 504 offre des liaisons régulières sur le trajet Klaksvík-Ánir-Haraldssund-Kunoy (Village).